# Узо
Узо (грч. ούζο) је суви аперитив са укусом аниса који се конзумира у Грчкој. Прави се од ректификованих алкохолних пића која су подвргнута процесу дестилације и ароме. Његов укус је сличан другим алкохолима од аниса као што су пастис, самбуца, раки и арак.

## Историја
Корени узоа леже у ципуру за који се верује да је дело групе монаха из 14. века на Светој Гори. Једна верзија била је зачињена анисом и на крају је названа узо.
Модерна дестилација је у великој мери узела маха почетком 19. века након стицања грчке независности. Прва дестилерија за узо је основана у Тирнавосу 1856. године. Када је апсинт изгубио популарност почетком 20. века, заменио га је узо који је био један од производа чија је популарност порасла. Некада се звао „замена за апсинт без пелина”. Године 1932. произвођачи узоа развили су метод дестилације користећи бакарне дестилате, који је сада стандардни метод производње. Један од највећих произвођача уза данас је „Варвајанис”, који се налази у Пломари на југоисточном делу острва Лезбос, док се у истом граду дестилује и „Питсилади”, сорта висококвалитетног узоа.
Узо се обично помеша са водом и служи се са коцкицама леда у малој чаши. Може се пити и директно из чашице.
Често се сервира уз мезе, обично мале свеже рибе, помфрита, маслина и фета сира. Има сличан укус као и апсинт који је налик на сладић, али глаткији.
Грчка је 25. октобра 2006. добила право да означи узо као њихов национални производ. Европска унија признаје узо као један од грчких производа са заштићеном ознаком порекла, што забрањује европским произвођачима осим Грчке и Кипра да користе то име. На Лесбосу постоји музеј узоа.

## Име
Порекло назива узо је спорно. Популарно извођење је из италијанског „uso Marsiglia” која значи „за употребу у Марсеју”, утиснутог на одабране чауре свилене бубе извезене из Тирнавоса у 19. веку. Према анегдоти, ова ознака је постала означавање супериорног квалитета.
Током посете Тесалији 1896. године, покојни професор Александар Филаделфеј изнео нам је драгоцене податке о пореклу речи „узо”, која је заменила реч „ципуро”. Према професору, ципуро је постепено постао узо након следећег догађаја: Тесалија је извозила фине чахуре у Марсеј током 19. века, а да би се производ разликовао, на одлазним сандуцима би се утиснуло речи „усо Марсиглиа” што на италијанском језику значи „до користити у Марсеју”. Једног дана, лекар из отоманског грчког конзулата, по имену Анастас (Анастасиос) Беи, случајно је посетио град Тирнавос и замолили су га да проба локални „ципуро”. Након што је пробао пиће, лекар је одмах узвикнуо: „Ово је усо Марсиглиа, пријатељи моји”, мислећи на његов висок квалитет. Термин се касније ширио све док ципуро није постепено постао познат као узо.
Међутим, главни грчки речници га изводе из турске речи üzüm што значи грожђе.

## Припрема
Производња узоа почиње дестилацијом у бакарним дестилацијама од 96% АБВ ректификованог алкохола. Анис се додаје понекад са другим аромама као што су звездасти анис, коморач, мастика, кардамом, коријандер, каранфилић и цимет. Састојци арома су често помно чувани рецепти компаније и разликују један узо од другог. Резултат је ароматизовани алкохолни раствор познат као ароматизовани етил алкохол, или чешће као узо квасац (μαγια ουζου на грчком), израз за квасац који Грци користе метафорички како би означили да служи као почетна тачка за производњу уза.
Узо квасац се затим дестилује, после неколико сати дестилације добија се дестилат са укусом од приближно 80% АБВ. Пића на почетку дестилације (главе) и на крају (репови) се обично уклањају да би се избегли лаки и тешки алкохоли и аромати. Главе и репови се обично мешају и поново дестилују. Производ ове друге дестилације може се користити за производњу уза различитог квалитета.
Ову технику двоструке дестилације се користе да би разликовали своје производе.
Произвођачи висококвалитетног уза 100% дестилације у овој фази настављају са разблаживањем воде, доводећи узо до коначног АБВ-а. Али већина произвођача комбинује оузо квасац са јефтинијим етил алкохолом ароматизованим са 0,05% природног анетола, пре разблаживања водом. Грчки закон налаже да у овом случају узо квасац не може бити мањи од 20 одсто финалног производа.
Шећер се може додати пре разблаживања водом, што се углавном ради са узом на југу Грчке.
Коначни АБВ је обично између 37,5 и 50%, минимално дозвољено је 37,5%.

## Пића сличног укуса
Слични аперитиви укључују самбуку из Италије, пастис из Француске, ракију из Турске и арак са Леванта. Његов укус семена аниса је такође сличан ликеру аниса са укусом апсинта из Француске и Швајцарске. „Агуардиенте” из Латинске Америке је направљен од шећерне трске и такође му је сличан. Италијанско пиће Pallini Mistra, названо по грчком граду Мистри на Пелопонезу, верзија је уза направљеног у Риму која веома подсећа на грчки и кипарски узо.
У Бугарској и Северној Македонији сличан напитак се зове „мастика”, име које дели посебна грчка мастика за ликер која је ароматизована кристалима мастике. Најчешће се конзумира као аперитив, обично се прелије преко леда како би се ослободио ароме и укуса. Садржи 43–45% алкохола, љутог је укуса за разлику од ракије и обично се прави од грожђа. У Северној Македонији мастика се традиционално прави у струмичком крају.